# Puerto Madero, Mexiko
Puerto Madero är en ort i Mexiko.   Den ligger i kommunen Tapachula och delstaten Chiapas, i den sydöstra delen av landet, 900 km sydost om huvudstaden Mexico City. Puerto Madero ligger 10 meter över havet och antalet invånare är 9 652.
Terrängen runt Puerto Madero är mycket platt. Havet är nära Puerto Madero åt sydväst.  Puerto Madero är det största samhället i trakten.